# جایزه بزرگ کانادا ۱۹۷۲
جایزه بزرگ کانادا ۱۹۷۲ (انگلیسی: ‎1972 Canadian Grand Prix‎) یک مسابقهٔ موتوری در رشتهٔ اتومبیل‌رانی فرمول یک بود که در تاریخ ۲۴ سپتامبر ۱۹۷۲ در پیست مسابقه بین‌المللی موسپورت واقع در بومن‌ویل، انتاریو، کانادا برگزار شد. این گراند پری در میان ۱۲ گراند پری در فصل ۱۹۷۲، مسابقهٔ شمارهٔ ۱۱ بود.
در این مسابقه که در ۸۰ دور و به مسافت ۳۱۶٫۵۶ کیلومتر (۱۹۶٫۷۰۱ مایل) برگزار شد، پول پوزیشن توسط پیتر روسون کسب شد و سریع‌ترین زمان برای طی یک دور پیست که برابر با ۱:۱۵٫۷ بود نیز توسط جکی استوارت به ثبت رسید.
جکی استوارت از تیم تایرل-فورد، پیتر روسون از تیم مک‌لارن-فورد و دنی هیولم از تیم مک‌لارن-فورد به‌ترتیب مقام‌های اول تا سوم مسابقه را کسب کردند.

## رده‌بندی قهرمانی پس از مسابقه
|       | جایگاه | راننده           | امتیاز |
| ----- | ------ | ---------------- | ------ |
|       | ۱      | امرسون فیتیپالدی | ۶۱     |
| ۱     | ۲      | جکی استوارت      | ۳۶     |
| ۱     | ۳      | دنی هیولم        | ۳۵     |
|       | ۴      | ژاکی ایکس        | ۲۵     |
|       | ۵      | پیتر روسون       | ۲۳     |
| منبع: |        |                  |        |

|       | جایگاه | سازنده      | امتیاز |
| ----- | ------ | ----------- | ------ |
|       | ۱      | لوتوس-فورد  | ۶۱     |
|       | ۲      | مک‌لارن-فورد | ۴۵     |
|       | ۳      | تایرل-فورد  | ۴۲     |
|       | ۴      | فراری       | ۳۱     |
|       | ۵      | سرتیز-فورد  | ۱۸     |
| منبع: |        |             |        |

یادداشت
- تنها پنج جایگاه نخست از هر رده‌بندی نمایش داده شده‌است.